# John Rushing
John Rushing (Merced, Kalifornia, 1972. február 26. – Mesa, Arizona, 2020. október 23.) amerikai amerikaifutball-játékos és -edző, 2018–2019-ben az Arizona Wildcats safetyjeinek edzője. Korábban egy középiskolában és három egyetemen másodedzői pozíciót látott el. Fivére Kevin Robinson wide receiver.
Négy évig a Washington State Cougars defensive backjeként játszott. 2020. október 23-án, 48 évesen hunyt el.

## Fordítás
- Ez a szócikk részben vagy egészben  a   John Rushing című angol Wikipédia-szócikk ezen változatának fordításán alapul.  Az eredeti cikk szerkesztőit annak laptörténete sorolja fel. Ez a jelzés csupán a megfogalmazás eredetét és a szerzői jogokat jelzi, nem szolgál a cikkben szereplő információk forrásmegjelöléseként.